# أوغوست إسكوفييه
جورج أوغوست إسكوفييه (بالفرنسية: Georges Auguste Escoffier) ‎[ʒɔʁʒ ogyst ɛskɔfje]‏ (28 أكتوبر 1846 – 12 فبراير 1935) هو صاحب مطعم وطاه وكاتب أطعمة فرنسي قام بتحديث المطبخ الفرنسي وجعله مشهورا حول العالم. يعتبر أوسكوفير أسطورة في عالم الطبخ وفنونه حيث كان واحدا من القادة الذين طورو المطبخ الفرنسي. بنى أوسكوفير تقنياته على مطبخ الهوت كوزين وأحد اعلامه ماري-أنتوني كاريم، لكن أوسكوفير عمل ثورة في مجال الطهي بتبسيطه وتحديثه لأساليب كاريم وتقنياته. كما قام بتدوين وصفات الخمس صلصات الأم وهي عبارة عن خمس صلصات أساسية في المطبخ الفرنسي تتفرع منها جميع الصلصات الأخرى. أشارت إليه الصحافة الفرنسية بلقب «ملك الطهاة، وطاهي الملوك»  وكان أوسكوفير الشيف الفرنسي البارز في أوائل القرن العشرين.
إلى جانب الوصفات التي قام بتدوينها واختراعها، كانت أحد أهم مساهمات أوسكوفير في مجال الطبخ هي الارتقاء به إلى مرتبة مهنة محترمة عن طريق إدخال الانضباط والتنظيم لمطبخه. يعد كتاب أوسكوفير دليل الطهو «لي جايد كولينير» أحد أهم المراجع في عالم الطهي بوصفاته المدونة والتي تعتبر
أساس المطبخ الفرنسي وتقنياته وشرح الجوانب التنظيمية في المطبخ وإدارته. الكتاب معتمد من قبل طهاة ومطاعم العالم وليس فقط في فرنسا.

## روابط خارجية
- أوغوست إسكوفييه على موقع الموسوعة البريطانية (الإنجليزية)
- أوغوست إسكوفييه على موقع إن إن دي بي (الإنجليزية)